# Massacre de Boutcha
Pour un article plus général, voir Bataille de Boutcha.
Le massacre de Boutcha est une série de crimes de guerre commis par l'armée russe pendant l'invasion de l'Ukraine par la Russie, entre le 27 février et le 31 mars 2022, à Boutcha et dans d'autres localités sous occupation, au nord de Kiev. Des meurtres de masse, des exécutions sommaires, des viols et des actes de torture contre les civils ukrainiens sont recensés.
Les photographies de cadavres de civils dans les rues de Boutcha suscitent une vive réaction internationale. Le 7 avril, l'Assemblée générale des Nations unies suspend la Russie de son siège au Conseil des droits de l'homme des Nations unies. Le 8 avril, la présidente de la Commission européenne, Ursula von der Leyen, se déplace sur les lieux du massacre de Boutcha pour y exprimer la solidarité de l'Union européenne.
La Russie dément être impliquée et soutient que ces meurtres de civils se sont déroulés après le départ de ses troupes le 31 mars ; cette thèse est contredite par des témoignages et la publication par de nombreux médias d'enregistrements et d'images prises par satellite. La désinformation russe est relayée sur les réseaux sociaux par des comptes complotistes, de « réinformation », ou des sites d’extrême droite.

## Contexte
Dès le début de l'invasion de l'Ukraine le 24 février 2022, l'armée russe franchit la frontière sud de la Biélorussie. L'une des premières manœuvres militaires est une poussée vers Kiev, la capitale, à l'aide d'une colonne de véhicules militaires. Fin février, les forces russes prennent la ville de Boutcha, dans la banlieue de Kiev. Un mois d'occupation militaire commence.
Fin mars, les troupes russes quittent les villes du Nord de l'Ukraine qu'elles occupaient, notamment Irpin, Hostomel et Boutcha, et se redéploient dans l'Est et le Sud du pays. Début avril, les Ukrainiens reprennent le contrôle de la région de la capitale Kiev. Les forces ukrainiennes entrent dans Boutcha le 1er avril. Derrière eux, les soldats russes laissent des territoires dévastés par des bombardements, du matériel de guerre calciné et des traces de violence de guerre subies par des civils,. À Boutcha, municipalité de 28 500 habitants située à 50 km de la capitale, des dizaines de cadavres d'hommes sont découverts, certains ont les mains liées dans le dos,.

## Boutcha: mise en évidence d'un massacre

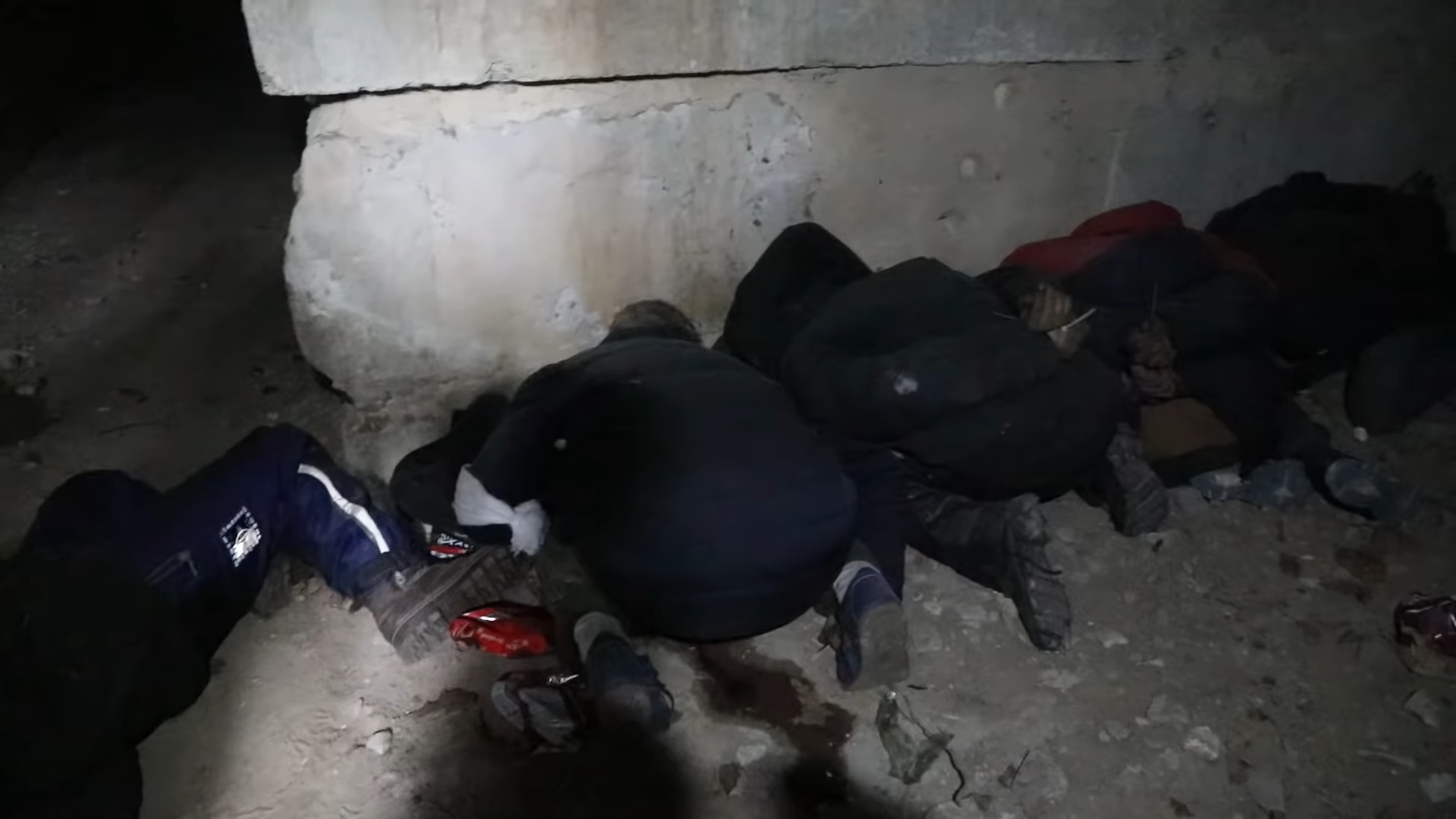
Cadavres de civils ukrainiens exécutés avec les poignets attachés par des menottes en plastique dans un sous-sol à Boutcha.

Après la libération de la ville de Boutcha, des violences de guerre y sont constatées. Elles sont dénoncées comme crimes de guerre par certains observateurs du conflit tels que le président français Emmanuel Macron et Ursula von der Leyen, présidente de la Commission européenne,. Des experts sont envoyés à Boutcha afin de collecter des preuves permettant d'établir les faits et d'identifier les victimes et les coupables. Ce travail d'enquête et de vérification est nécessaire afin de pouvoir fonder juridiquement la qualification de crime de guerre, au regard des conventions de Genève et du Statut de Rome de la Cour pénale internationale,.

### Rue Yablunska
Une première vidéo montrant des cadavres éparpillés dans les rues de la ville est publiée sur Instagram le 1er avril. Le samedi 2 avril, une vidéo également publiée sur les réseaux sociaux montre au moins neuf corps allongés dans une rue de Boutcha. Le même jour, des journalistes de l'Agence France-Presse (AFP) présents sur place rapportent avoir vu au moins vingt corps d'hommes en civil, dont l'un a les mains liées, gisant dans une seule rue. Selon l'AFP, les ongles noirs et la peau cireuse observés sur les cadavres sont des indications d'une mort remontant à plusieurs jours.
Le New-York Times publie, le 4 avril, une comparaison entre une des premières vidéos du massacre dans la rue Iablonska à Boutcha, filmée le 1er avril par un membre du conseil municipal, et des images satellite de la même rue, datant du 11 mars. Elle permet de confirmer qu'au moins onze corps filmés étaient présents dès le 11 mars aux mêmes emplacements que sur la vidéo du 1er avril. Le journal précise que les corps sont apparus sur les images satellite entre le 9 et le 11 mars, pendant l'occupation russe. Cette information permet de réfuter la thèse des autorités russes, selon laquelle cette vidéo serait une manipulation ; ces corps ayant été placés après le retrait des troupes russes autour du 30 mars,,. Par ailleurs, les photos prises sur place le samedi 2 avril par une équipe de l’AFP recoupées avec les images satellite permettent de confirmer l’analyse du New York Times. Les corps présents sur l'image satellite, fournie par Maxar et datée du 19 mars, sont dans la même position au sol et au même endroit que dans les photos de l’AFP prises, deux semaines plus tard, le 2 avril. Ces journalistes ont dénombré au moins vingt-deux cadavres humains portant des vêtements de civils.
Un autre argument est avancé par les Russes : deux civils, présentés comme morts sur une vidéo du 2 avril, ne le seraient pas, l'un ayant bougé la main, et l'autre ayant été déclaré vu se relevant dans le rétroviseur d'une voiture présente sur la vidéo. Mais une analyse de la vidéo montre qu'il s'agit dans le premier cas d'un effet d'optique provoqué par une goutte d'eau ou une tache sur la vitre du véhicule dans lequel se trouve le caméraman, et, dans le deuxième cas, d'une déformation du verre du rétroviseur.

### Autres sites

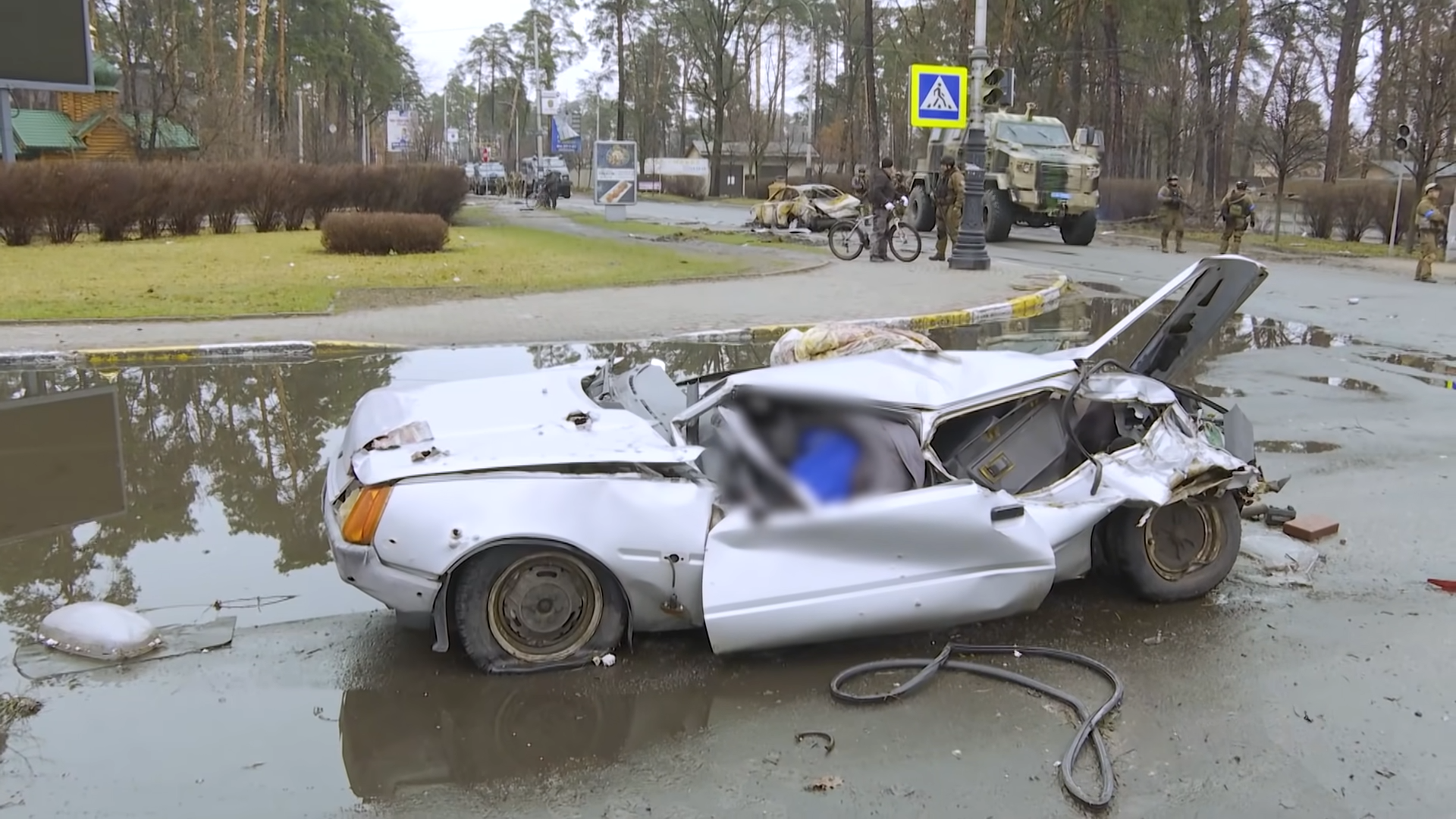
Cadavre de civil ukrainien dans une voiture vraisemblablement écrasée par un blindé (Boutcha, le 2 avril 2022).

Dix-huit corps mutilés d'hommes, de femmes et d'enfants assassinés sont retrouvés dans un sous-sol. Les corps montrent des preuves de torture : des oreilles coupées et des dents arrachées. Les rues principales sont jonchées de civils morts laissés à même la route ; plusieurs cadavres auraient été piégés avec des explosifs par des soldats russes avant leur retrait,,.
Les habitants et le maire de la ville confirment que les victimes ont été tuées par les troupes russes. De nombreuses victimes semblaient vaquer à leurs occupations quotidiennes, promener des chiens ou avec leur cabas au moment de leur assassinat. Les corps présentent des traces de balle, ce qui indique qu'ils ont été abattus plutôt que fauchés par des munitions explosives ou des bombardements.
Le maire de Boutcha, Anatoliy Fedorouk, déclare que, rien que le jour suivant la libération de Boutcha, les autorités locales ont enterré 280 personnes de la ville dans deux fosses communes,,. De plus, les habitants de Boutcha avaient déjà enterré 57 autres corps dans une autre fosse commune le 12 mars.
Des preuves semblent indiquer que les Russes ont le plus souvent assassiné des hommes civils ukrainiens, certains ayant les mains liées dans le dos. Le 2 avril, l'AFP est présente sur place et dénombre au moins une vingtaine d'hommes portant des vêtements civils dont les corps gisent éparpillés dans une rue de la ville. L'un des hommes présente une large blessure à la tête et une personne a les mains liées dans le dos,.
Des corps de femmes dévêtues sont également retrouvés, pour la plupart à moitié brûlés,. Vers 7 h 15, le 5 mars, deux voitures transportant deux familles essayant de s'échapper sont repérées par des soldats russes alors que les véhicules tournent dans la rue Chkalova. Les forces russes ouvrent le feu sur le convoi, tuant un homme dans le deuxième véhicule. La voiture avant est touchée par des coups de feu et prend feu avec ses occupants, deux enfants et leur mère.
Le 4 mars, les forces russes tuent trois civils ukrainiens non armés livrant de la nourriture pour chiens à un refuge. Selon les habitants de Boutcha, en entrant dans la ville, des chars et des véhicules militaires russes ont parcouru les rues en tirant au hasard sur les fenêtres des maisons. Un rapport publié par The Kyiv Independent comprend également une photo et des informations sur un homme et deux ou trois femmes dévêtues sous une couverture dont les corps ont fait l'objet d'une tentative de crémation sur le bord d'une route,. The Guardian cite des témoignages oculaires affirmant que les forces russes ont placé des enfants ukrainiens à bord de leurs véhicules pendant leur déplacement afin de les utiliser comme boucliers humains.
En périphérie de la ville de Boutcha, plusieurs victimes sont découvertes près d'une usine de verre. Un des corps est retrouvé décapité et sa tête, brûlée.

### Révélations par des médias et ONG
De nombreux médias publient des documentations vidéos où apparaissent plusieurs cadavres de civils gisant dans les rues et les arrière-cours de Boutcha, certains d'entre eux avec les bras ou les jambes liés. Les atrocités commises dans la ville sont également documentées par le groupe de défense des droits indépendant Human Rights Watch,,. Cette ONG publie de nombreux témoignages d'exactions commises par l'armée russe.
Le 7 avril 2022, le journal allemand Der Spiegel révèle que les services secrets allemands disposent d'enregistrements radios où l'on entend des soldats russes faisant état des meurtres de civils. Une partie des communications semble correspondre aux cadavres sur la voie centrale qui traverse la ville. Un soldat dit à un autre qu'il a abattu un civil à vélo, ce qui correspond à la photo du cadavre étendu à côté d'un vélo qui a fait le tour du monde. Pour les analystes des enregistrements audio, les atrocités ne semblent pas le fait de soldats devenus incontrôlables. Au contraire, les communications suggèrent qu'il s'agit d'une activité routinière, qui pourrait donc faire partie d'une stratégie plus large, visant à briser la résistance ukrainienne par la peur,. Les exactions concernent aussi les militaires ukrainiens, ainsi, dans un message, un homme indique : « On interroge d'abord les soldats, puis on les abat ».

## Massacres à Borodianka, Irpin, Motyjyn et Trostianets
Si des tueries ont lieu à Boutcha, d'autres sont commises dans d'autres localités de la région de Kiev.

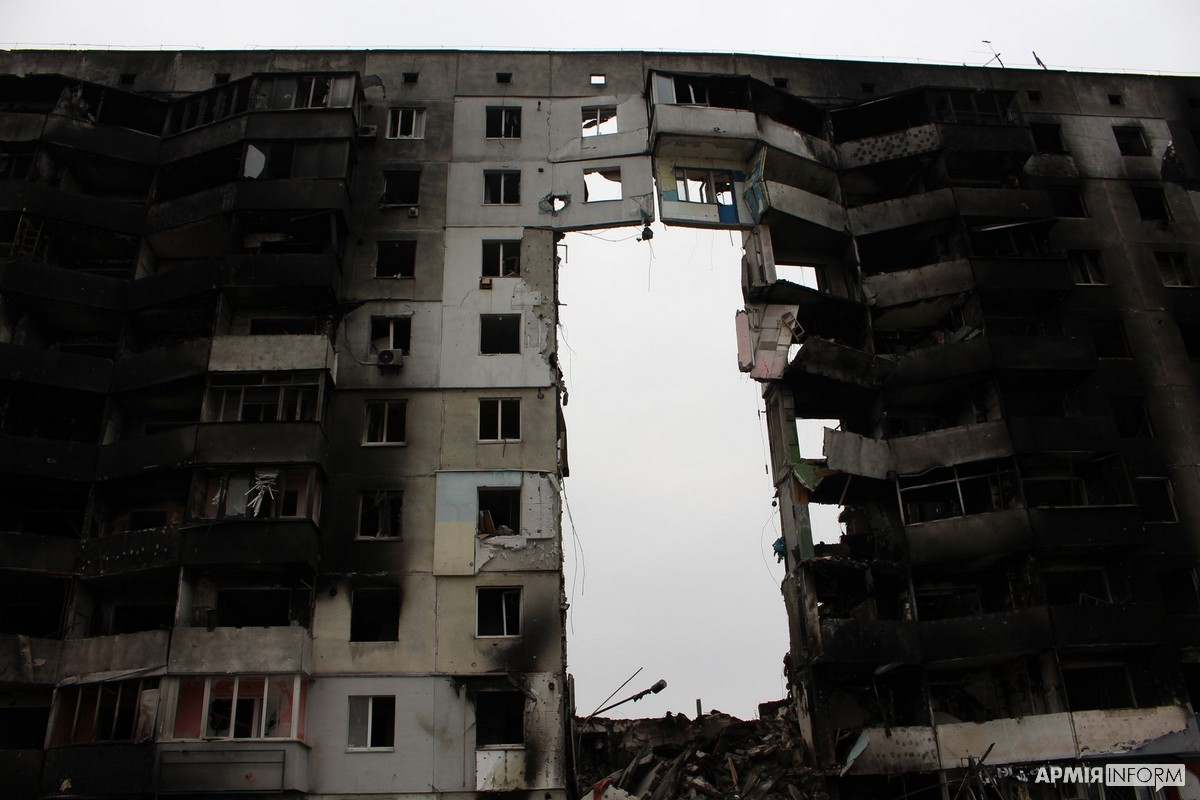
Immeuble d'habitation détruit à Borodianka.

À Borodianka, les bombardements des forces armées russes ont atteint des habitations faisant des centaines de victimes. Le 7 avril, le Président Volodymyr Zelensky précise, que la situation à Borodianka est « bien plus horrible » par le nombre de morts qu'à Boutcha.
À Irpin, de violents combats ont lieu entre les forces russes et ukrainiennes. À la date du 3 avril, selon le maire de la ville, Oleksandr Markouchyn (uk), 200 à 300 civils auraient été tués pendant l'occupation russe, par des bombardements ou par des tireurs isolés.
À Motyjyn, près de Makariv, la maire du village, Olha Soukhenko, est exécutée sommairement, ainsi que son fils et son mari. Leurs corps sont retrouvés dans une fosse commune, ligotés et les yeux bandés. Un habitant du village déclare qu'« ils ont été torturés, ils ont les doigts cassés, les ongles arrachés, puis ils ont été exécutés ».
À Trostianets, les militaires russes ouvrent le feu sur des immeubles. Un habitant déclare : « J'ai vu comment les Russes tiraient sur l’immeuble à la mitrailleuse lourde et depuis des blindés, à bout portant, je l’ai vu de mes propres yeux ». Une infirmière témoigne également : « Ils ont mis leurs chars devant l’hôpital et ils ont commencé à tirer vers les fenêtres, juste comme ça. Il n’y avait rien ici, pas de soldats, pas d’armes, nous étions tous dans la cave. Les patients, le médecin en chef et sa famille, tous ceux qui travaillaient ce jour-là étaient assis dans la cave ». Au moins 50 civils sont tués selon les autorités de la ville.

## Témoignages
De nombreux témoignages sont laissés par les habitants de Boutcha. Certains déclarent à Human Rights Watch que les soldats russes ont fait du porte-à-porte, interrogeant les gens, détruisant leurs biens et pillant leurs vêtements pour les porter eux-mêmes. Des civils ont été visés par des tirs lorsqu'ils quittaient leurs maisons, étant dans l'obligation de rentrer chez eux malgré le manque de produits de première nécessité tels que l'eau et le chauffage, notamment en raison de la destruction des infrastructures locales. Des tireurs d'élite ont visé des civils et des véhicules armés russes tiraient au hasard sur des bâtiments de la ville. Les troupes russes ont refusé l'aide médicale aux civils blessés. Une fosse commune a été creusée pour les victimes locales et les troupes d'occupation ont procédé à des exécutions extrajudiciaires.
Un habitant nommé Artem, qui a vécu 17 jours sous occupation russe, déclare :

« Il y a eu des jets de grenades dans des caves, des mines étaient installées devant les portails des habitations et, en sortant de chez eux, des civils ont sauté sur ces mines. Il y avait aussi un blindé. Il passait et tirait sur les voitures. Les soldats russes voyaient bien qu'il y avait des enfants. Je ne comprends pas comment c'était possible de ne pas les voir. […] Souvent, quand je voyais des soldats russes, ils étaient saoûls. Ils nous ordonnaient de creuser des trous et de nous cacher dedans parce que notre quartier allait être bombardé. Si on ne se cachait pas, ils nous disaient que ces trous seraient nos tombes. »

De nombreux viols sont également commis par les militaires russes. La psychologue Kateryna Haliant a recueilli les témoignages de plusieurs victimes :

« D’abord, le matin ou l’après-midi, les soldats vérifiaient qui vivait dans les maisons. Puis ils revenaient le soir, tuaient les éventuels hommes du foyer, pillaient l’argent et les objets précieux. Ils mangeaient et buvaient ce qu’ils trouvaient dans la maison et, quand ils étaient saouls, ils violaient les filles et les femmes. Même en présence d’enfants. […] Les jeunes filles que je prends en charge n'ont plus de dents : les Russes les leur ont cassées, en plus de les avoir violées. Pourquoi ? Par barbarie pure ? Pour les empêcher de parler ? Je ne comprends pas. »

## Unités russes impliquées dans les massacres
Le 3 avril, en analysant des images de la télévision russe, le groupe de militants ukrainiens « InformNapalm » identifie le lieutenant colonel Azatbek Omourbekov comme étant le commandant de la 64e brigade de fusiliers motorisés positionnée à Boutcha. Les militants l'ont nommé le « boucher de Boutcha ». Le ministère de la Défense ukrainienne a également accusé en ligne Omourbekov de crimes de guerre,. Ces militants ont mis en ligne toutes les données personnelles d'Omourbekov (adresse, numéro de téléphone, email…),.
Le 4 avril, le gouvernement ukrainien publie la liste des militaires de la 64e brigade de fusiliers motorisés avec les noms, dates de naissance et numéros de passeport. Cette brigade était positionnée à Boutcha et est suspectée d'y avoir commis le massacre. La liste est issue de la fuite perpétrée par les hackers d'Anonymous la veille.
Selon les services de renseignement allemands, le groupe Wagner pourrait également être impliqué dans les massacres.
Pour l'universitaire Carole Grimaud Potter, spécialiste de la Russie, le parallèle avec le comportement de l’armée russe lors des deux guerres de Tchétchénie est évident. En Tchétchénie, « tout civil était considéré comme un terroriste. Les Russes appelaient cette guerre-là une opération antiterroriste. Le mot antiterroriste a été remplacé cette fois par antinazi ». Ce mode d'opération est théorisé par la Zatchistka,.
Le 22 décembre 2022, le journal américain The New York Times publie une vidéo d'enquête menée pendant huit mois sur les crimes de Boutcha. À partir de caméras de surveillance vidéos, celles de témoins, des échanges radios et des appels téléphoniques, le quotidien identifie le 234e régiment d'assaut aérien de la Garde de la 76e division d'assaut aéroporté de la Garde comme étant responsable d'une partie importante du massacre, notamment celle de la rue Yablunska. L'enquête confirme également la présence du commandant du régiment au moment du meurtres de plusieurs civils, le lieutenant-colonel Artyom Gorodilov.

## Bilan humain
Selon le maire de la ville, Anatoliy Fedorouk (uk), à la date du 2 avril au moins 287 personnes, « hommes et des femmes de tous âges », ont été enterrés dans des fosses communes : « Tous ces gens ont été fusillés […]. [Les Russes] les tuaient d’une balle dans la nuque ». Le 4 avril, le maire de Boutcha déclare que 290 corps ont été découverts mais que le nombre total de morts est estimé à 350. Il précise que des femmes et des enfants figurent parmi les victimes.
Le 3 avril, la procureure générale d'Ukraine Iryna Venediktova annonce que les corps de 410 civils ont été retrouvés dans les différentes villes reprises aux Russes au nord de Kyïv. Ce bilan monte à au moins 1 222 à la date du 10 avril.
Le 7 avril, le maire de Boutcha, Anatoliy Fedoruk, déclare que le nombre de victimes augmente avec la découverte de nouvelles fosses communes.
Le 8 avril est annoncé que Oleksandr Rjavski, homme politique ayant été candidat à l'élection présidentielle de 2004 et considéré comme plutôt prorusse, fait partie des victimes. Il aurait été kidnappé deux fois pour lui soustraire une rançon, puis aurait été assassiné pour avoir refusé de resservir de la vodka lors d'une beuverie organisée chez lui par les Russes.
Le 9 août 2022, la mairie revoit le bilan à la hausse et annonce la découverte d'un total de 458 corps depuis le départ des troupes russes début avril. Parmi les victimes figurent 366 hommes, 86 femmes, 12 enfants de moins de 21 ans et 5 « méconnaissables ».

## Enquêtes
Des enquêtes sur de potentiels crimes de guerre sont réclamées,.

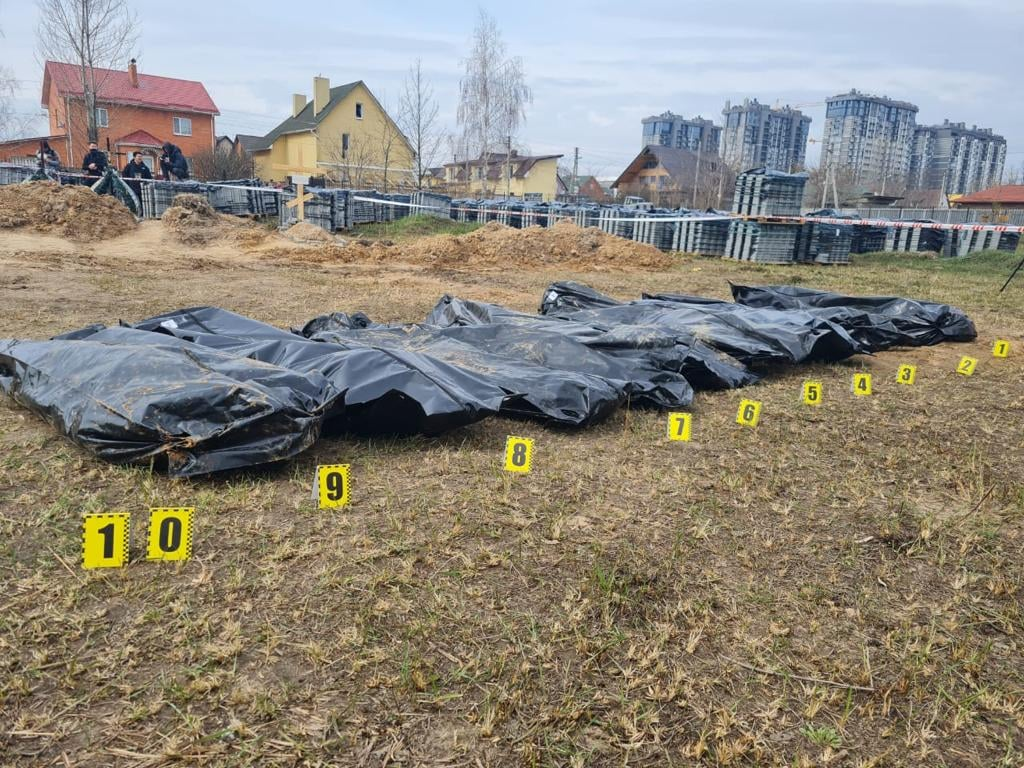
Enquête à Boutcha : alignement de cadavres dans des sacs mortuaires.

### Nationale
La police nationale ukrainienne a ouvert des enquêtes sur les événements de Boutcha, la vaste zone étant considérée comme une scène de crime.
Iryna Venediktova, procureure générale d'Ukraine, s'est déplacée à Boutcha le 4 avril.

### Internationale

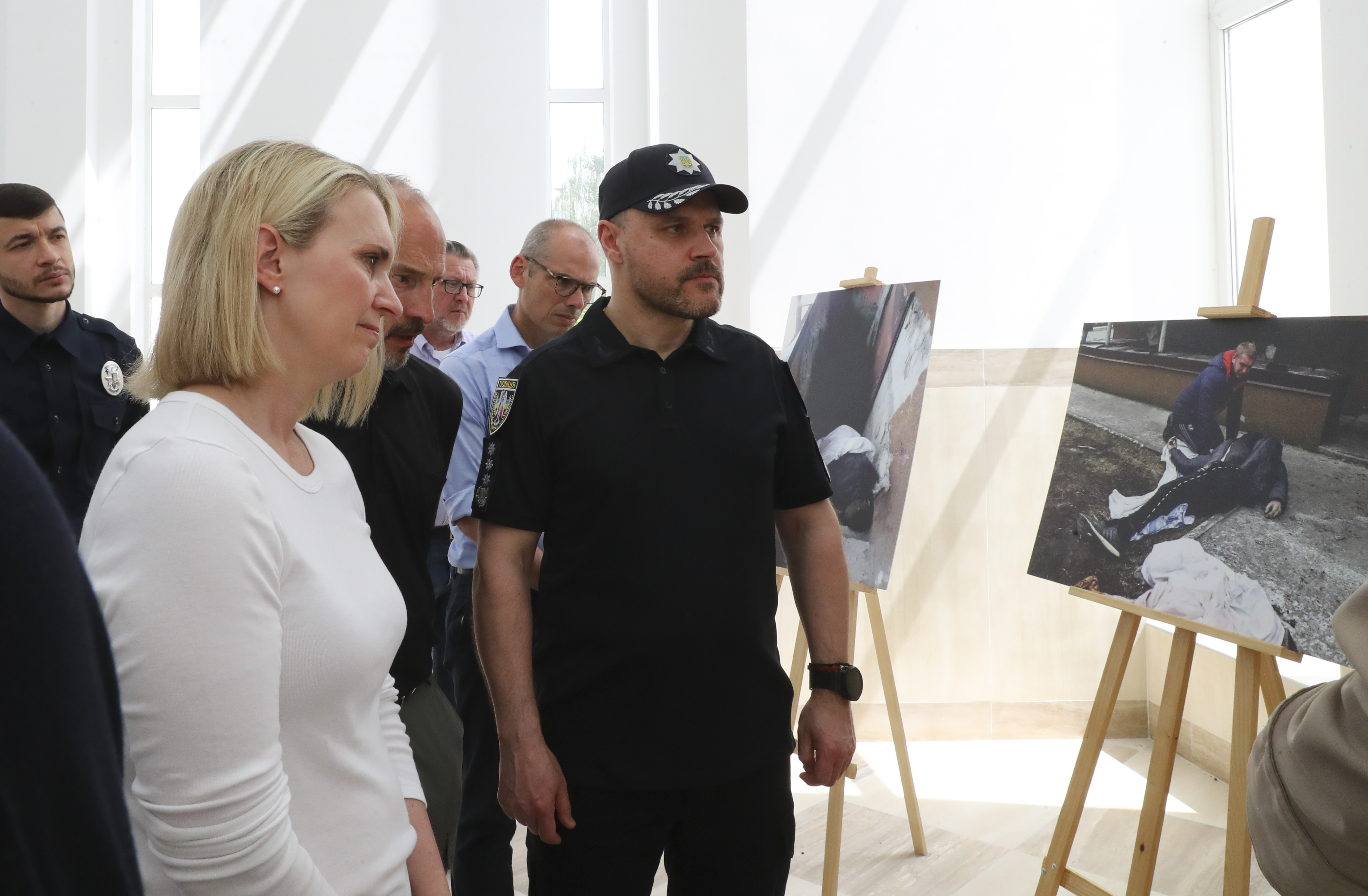
Le chef de la police nationale et Bridget Brink, ambassadrice des États-Unis en Ukraine, sur place le 7 juin 2022.

Le ministère ukrainien des Affaires étrangères a demandé l'envoi d'enquêteurs à l'enquête de la Cour pénale internationale en Ukraine dans la ville de Boutcha et dans d'autres zones libérées de l'oblast de Kiev. Le ministre des Affaires étrangères Dmytro Kouleba a également appelé d'autres groupes internationaux à recueillir des preuves.
Des gendarmes de l'Institut de recherches criminelles de la gendarmerie nationale française arrivent sur place le 13 avril pour identifier les victimes puis procéder à des autopsies,.
Lors d'une conférence de presse à Genève, le 22 avril 2022, un porte-parole du Haut-Commissariat des Nations unies aux droits de l'homme déclare que 50 meurtres de civils ont été documentés à Boutcha, le 9 avril, y compris des cas qui relèvent d'une exécution sommaire. Il déclare en outre : « Les forces armées russes ont bombardé et pilonné de manière indiscriminée des zones peuplées, tuant des civils et détruisant des hôpitaux, des écoles et d’autres infrastructures civiles, autant d’actions pouvant relever des crimes de guerre ».

### Enquête duNew York Times
En décembre 2022, après huit mois de travail, le New York Times publie une longue enquête qui retrace l'exécution de plusieurs meurtres et permet d'en identifier plusieurs auteurs, dont 22 sont des membres du 234e régiment de parachutistes russe. Cette enquête a été réalisée sur place, à l'aide de témoignages, d'images de vidéo surveillance et de drones militaires ukrainiens, des photographies et vidéos filmées en cachette par des habitants, et des relevés téléphoniques (des soldats russes appellent leurs proches avec les téléphones de leurs victimes après les avoir exécutées). L'enquête montre qu'il ne s'agit pas d'actes de violences isolés mais d'une stratégie élaborée afin de sécuriser la route menant à Kiev pour l'armée russe,,,.
Les journalistes ont identifié 36 victimes, mortes sur la rue Iablonska, en comparant leurs vêtements avec les registres de la morgue locale. Les proches des personnes décédées ont été contactées, ainsi que les personnes survivantes qui étaient avec elles au moment où elles ont été tuées. Il a été établi quand et comment chaque personne a été tuée. Les soldats russes ont interrogé et exécuté des hommes non armés et tué des personnes ayant croisé leur chemin par hasard, enfants, familles fuyant la ville ou habitants en quête de nourriture ou rentrant chez elles à vélo. Le principal coupable est le 234e régiment, une unité de parachutistes considérés comme les mieux entraînés et équipés. Parmi les preuves les plus accablantes concernant ces meurtres, se trouvent notamment des enregistrements d'appels téléphoniques par les Russes. Les journalistes ont découvert que les téléphones des personnes tuées ont été utilisés par les soldats pour appeler chez eux, en Russie. Ainsi, deux douzaines de soldats du 234e régiment ont pu être identifiés. L'implication du 234e régiment est également prouvée par du matériel militaire, des insignes d'uniforme, des conversations radio, etc.
Les victimes étaient des civils, ou bien des prisonniers de guerre ukrainiens. La principale cause du décès sont les blessures par balle. Les victimes ne sont pas mortes de tirs croisés entre Russes et Ukrainiens, ou abattues par erreur. L'enquête montre l'intention de tuer, apparemment dans le cadre d'une opération de « nettoyage » systématique pour sécuriser un axe vers Kiev. Mais dans d'autres cas, ce sont des hommes soupçonnés de liens avec l'armée ukrainienne qui ont été arrêtés et abattus. Ni le lieutenant-colonel Artyom Gorodilov, le commandant du 234e régiment, ni son supérieur immédiat, ni le colonel général Andrey Serdyukov n'ont annoncé l'ouverture d'une enquête. Ils sont pourtant responsables des actions de leurs hommes : l'absence d'enquête et d'arrestations pourra être retenue contre eux en cas de poursuites judiciaires.

## Réactions

### Réactions ukrainiennes

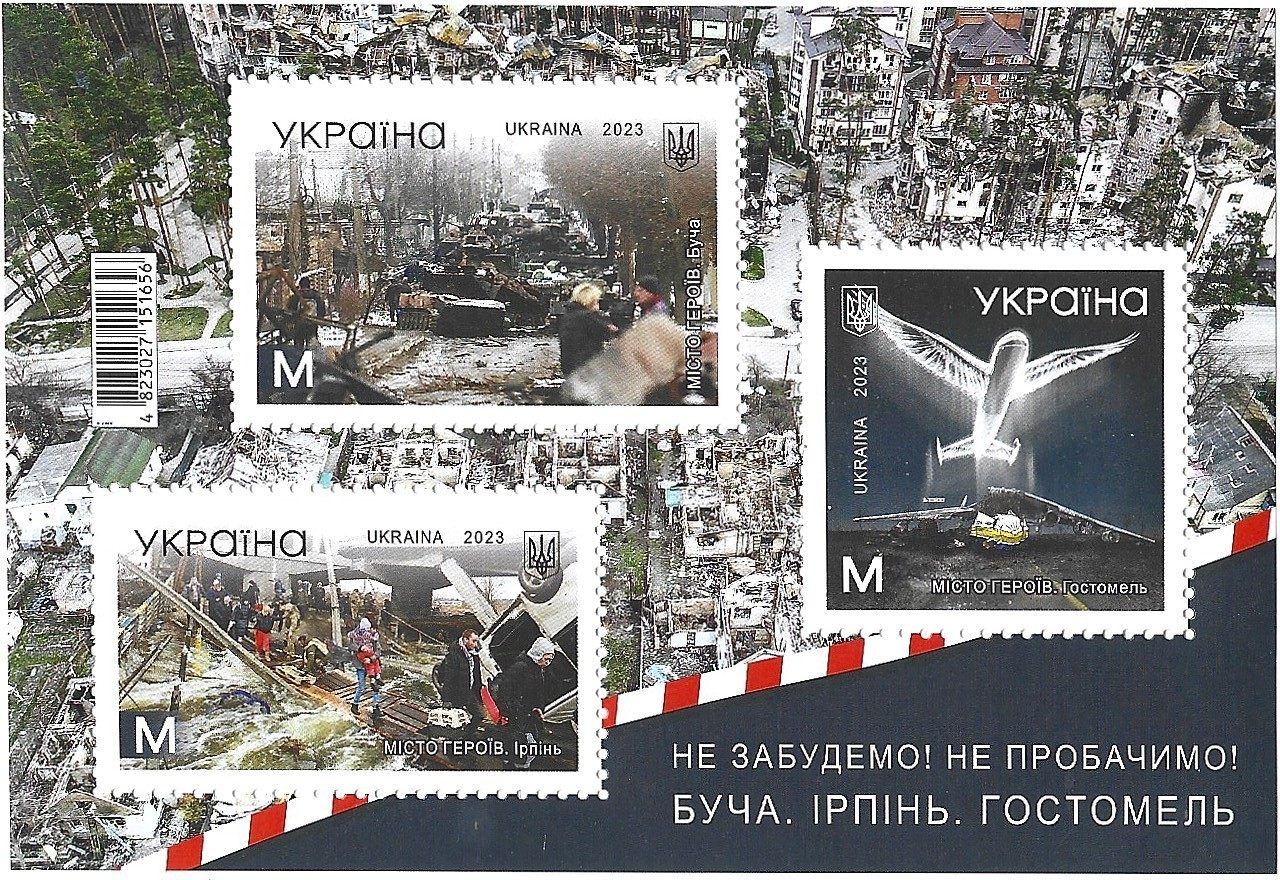
Edition d'un timbre hommage en 2023 : Nous n'oublierons pas ! Nous ne pardonnerons pas ! la cité des Héros : Boutcha, la cité des Héros : Irpine, la cité des Héros : Hostomel.

Dans une interview accordée à Bild, le maire de Kiev Vitali Klitschko estime que « ce qui s'est passé à Boutcha et dans d'autres banlieues de Kiev ne peut être qualifié qu'avec le terme de génocide » et accuse le président russe Vladimir Poutine de crimes de guerre.
Le président ukrainien Volodymyr Zelensky, protégé par un gilet pare-balles et accompagné de militaires et d'Anatoliy Fedoruk (en), maire de la ville, s’est rendu à Boutcha le 4 avril. Il déclare que des « crimes de guerre », qui seront ultérieurement « reconnus comme un génocide », y sont constatés.
Le 5 avril, le Président Volodymyr Zelensky s'est exprimé par visioconférence devant le Conseil de sécurité des Nations unies. Il indique s’être déplacé à Boutcha et décrit les exactions des forces russes : meurtre de civils, viols de femmes, y compris devant leurs familles…

### Réactions russes
Moscou dément pour sa part toute implication dans ce massacre. Le ministère de la Défense russe réfute catégoriquement les accusations de « crimes de guerre » et pointe une « provocation » de la part de Kiev. La Russie dénonce des « falsifications », des « mises en scène » à destination de la presse et affirme que les corps ont été placés après le départ des unités russes de Boutcha, vers le 30 mars. Cependant ces déclarations sont démenties par le New York Times qui indique que des images satellite démontrent qu’au moins onze corps étaient présents dans la rue Iablonska à Boutcha au moins depuis le 11 mars.
Le ministère analyse une vidéo montrant les corps de civils morts à Boutcha, en affirmant que certains cadavres filmés semblent bouger. Cette affirmation fait l'objet d'une enquête par le département de Moscou de la BBC, concluant qu'il n'y a aucune preuve de quelconque mise en scène. De même, Le Monde indique que la Russie dénonce sans preuves une mise en scène.

### Réactions internationales

#### Afrique
- Gabon, Edwige Koumby Missambo, représentante à l'ONU, demande une « enquête libre et indépendante » sous l'autorité des Nations unies[74].
- Kenya, le représentant du Kenya à l'ONU déclare : « Le fait que la vérité à Boutcha soit contestée, alors même que le monde contemple des civils assassinés les mains liées dans le dos, est un signe sûr que l’on se trouve au bord du précipice »[74].

#### Amérique
- États-Unis, pour le Président Joe Biden, « ce qui se passe, ce n'est rien de moins que des crimes de guerre majeurs » et il s'engage à empêcher le développement économique de la Russie dans les années à venir[80].
- Canada, la ministre des Affaires étrangères, Mélanie Joly, condamne la Russie : il s’agit clairement pour la ministre de « crimes de guerre et de crimes contre l’humanité ». Elle indique que le Canada va augmenter ses sanctions contre des entités et des personnes russes et biélorusses[73].

#### Asie
- Chine, le représentant de la Chine à l'ONU qualifie le conflit de « tragédie géopolitique » et déclare qu’il faut « remettre en avant la nécessité de respecter la souveraineté nationale et l’intégrité territoriale des États ». Par ailleurs, le représentant chinois considère que les sanctions ne sont pas utiles pour résoudre ce conflit[74]. Le ministre des Affaires étrangères appelle à la retenue[81],[82].
- Inde, le ministre des Affaires étrangères, Subrahmanyam Jaishankar, se déclare favorable à une enquête indépendante[83],[84].
- Turquie, le ministre des Affaires étrangères déclare que « les images du massacre, qui ont été publiées dans la presse de diverses régions dont Bucha et Irpin près de Kiev, sont épouvantables et tristes pour l'humanité » et demande une enquête indépendante[85].

#### Europe

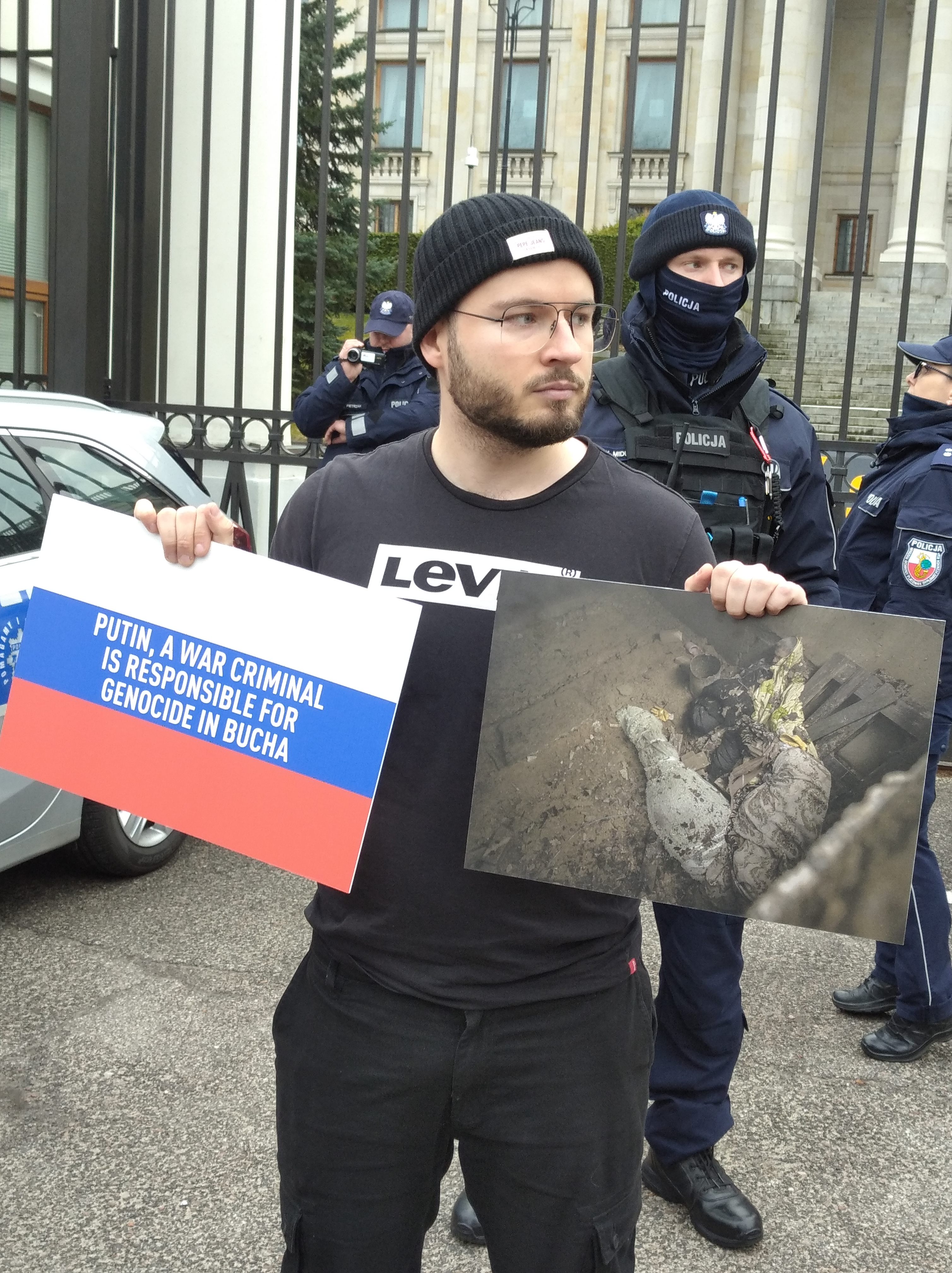
Manifestation le 6 avril 2022- devant l'ambassade russe en Pologne.

- Albanie, Ferit Hoxha, le représentant à l'ONU, déclare : « Nous sommes aux côtés de tous les Ukrainiens. » Il qualifie le massacre de Boutcha de « cimetière à ciel ouvert »[74].
- Allemagne, le chancelier Olaf Scholz réclame de nouvelles sanctions après la découverte des corps de civils à Boutcha, près de Kiev, des meurtres imputés à l'armée russe qu'il a qualifiés de « crimes de guerre »[86].
- France, pour le président de la République française Emmanuel Macron, « ce qui s’est passé impose un nouveau train de sanctions et des mesures très claires. Donc, nous allons nous coordonner avec nos partenaires européens, en particulier l’Allemagne dans les prochains jours ». Il évoque des sanctions individuelles et des mesures drastiques sur l'importation de charbon et le pétrole[87].
- Lituanie, la Première ministre du pays, Ingrida Simonyte, décide de ne plus importer de gaz russe[88].
- Pologne, le Premier ministre Mateusz Morawiecki évoque un génocide commis par les Russes et réclame une commission d'enquête internationale. Il demande des sanctions économiques plus importantes et reproche à l'Allemagne d'y être un obstacle. Il reproche à Emmanuel Macron ses contacts avec Vladimir Poutine : « On ne négocie pas avec les criminels. »[89].
- Royaume-Uni, pour le Premier ministre Boris Johnson, « ce qui se passe à Boutcha, les révélations sur ce que Poutine a fait en Ukraine, ne semble pas loin du génocide »[80]. Lors d'un déplacement à Kiev, le 9 avril, Boris Johnson rencontre Volodymyr Zelensky et déclare : « Ce que Poutine a fait à Boutcha et Irpin sont des crimes de guerre et ont entaché de façon permanente sa réputation et la représentation de son gouvernement ». Il s'engage à livrer des nouveaux équipements militaires dont 120 véhicules blindés et des systèmes de missiles antinavires[90],[91].
- Vatican, le pape François dénonce une « cruauté de plus en plus horrible, perpétrée même contre des civils sans défense, des femmes et des enfants ». Par ailleurs, il constate « l'impuissance » de l'Organisation des Nations unies[92].

#### Organisations internationales
L'ONG Human Rights Watch a relevé des témoignages de plusieurs cas de violations des lois de la guerre à l’encontre de civils dans les territoires périphériques de Tchernihiv, Kharkiv et Kiev occupés par les forces militaires russes. Ces derniers se sont livrés à des exécutions sommaires, des viols et autres violations graves des droits humains selon Human Rights Watch.
 ONU, Rosemary DiCarlo, sous-secrétaire générale des Nations unies pour les affaires politiques, indique : « L’horreur s’est encore aggravée le week-end dernier, avec l’apparition d’images choquantes de civils morts, certains les mains liées, gisant dans les rues de Boutcha, banlieue de Kiev autrefois tenue par les forces russes. De nombreux corps ont également été retrouvés dans une fosse commune dans la même localité. Les informations transmises par des organisations non gouvernementales et des médias font également état d’exécutions sommaires de civils, de viols et de pillages dans les régions de Tchernihiv, Kharkiv et Kiev. » António Guterres, secrétaire général des Nations unies, déclare qu'il n'oubliera jamais les images de Boutcha. Les témoignages de viols et de violences sexuelles le choquent.
 Union européenne, la présidente de la Commission européenne, Ursula von der Leyen, s'est dite « consternée par les informations faisant état d'horreurs indicibles dans des régions dont la Russie se retire » et a appelé à une « enquête indépendante ».

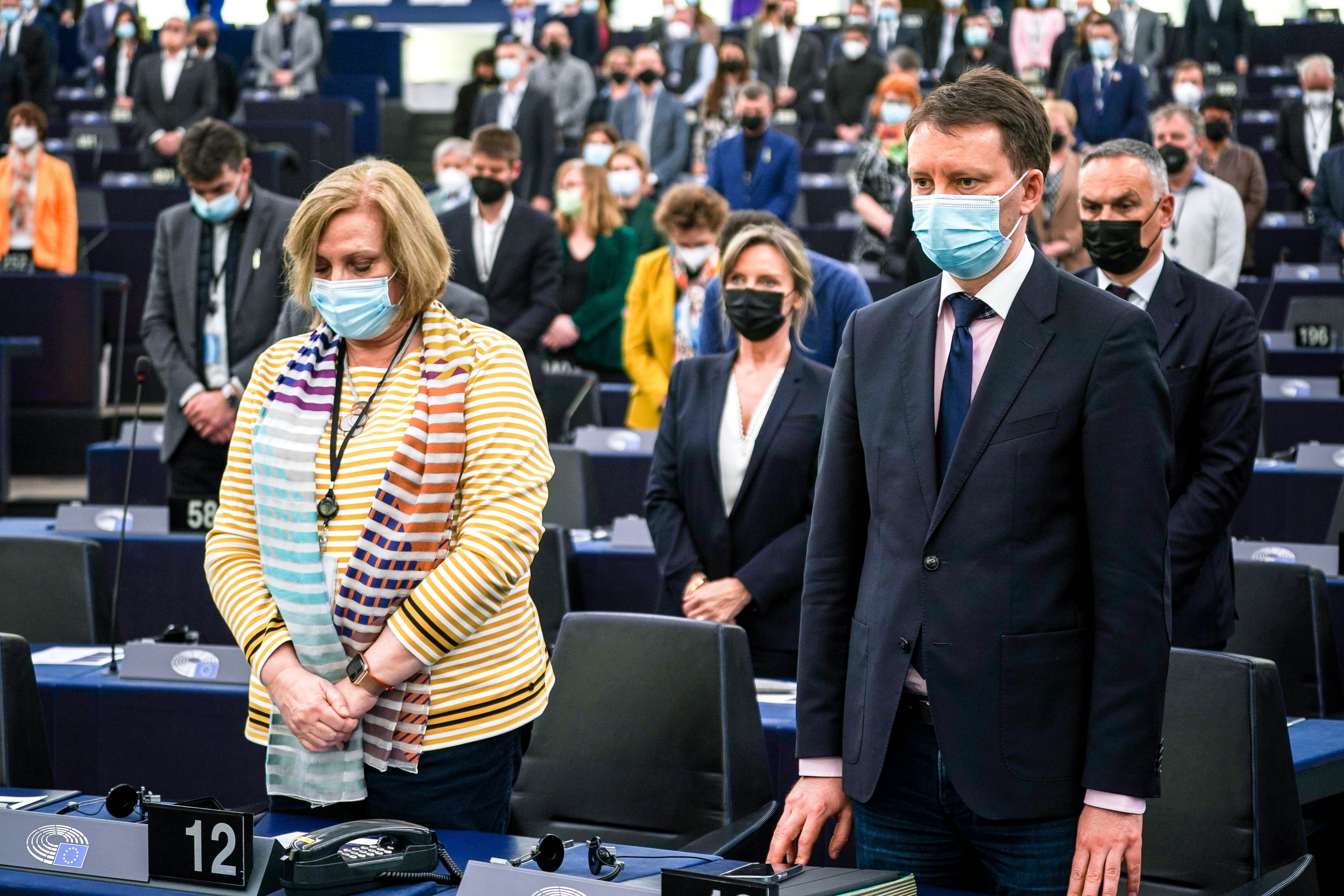
Minute de silence au Parlement européen le 4 avril 2022-.

Le président du Conseil européen, Charles Michel, dénonce les « crimes contre l'humanité » perpétrés à Boutcha et dans d'autres villes ukrainiennes. Il préconise de nouvelles mesures économiques contre les exportations russes de pétrole et de gaz.
Il a précisé que l'Union européenne soutiendrait l'Ukraine dans la collecte de preuves pour entamer les poursuites contre la Russie devant les tribunaux internationaux et s'est dit « choqué par les images obsédantes des atrocités commises par l'armée russe dans la région libérée de Kiev ».
Le 8 avril, Ursula von der Leyen, accompagnée du chef de la diplomatie européenne, Josep Borrell et du Premier ministre slovaque Eduard Heger, se déplace sur les lieux du massacre de Boutcha pour y exprimer la solidarité de l'Union européenne avant de rejoindre la capitale Kiev et rencontrer Volodymyr Zelensky.
Lors de la conférence de presse conjointe, elle déclare au côté du Président Zelensky :

« La Russie va sombrer dans la décomposition économique, financière et technologique, tandis que l’Ukraine marche vers un avenir européen. »

### Sanctions
Après la révélation du massacre de Boutcha, plusieurs pays européens décident de renvoyer des diplomates russes. C'est le cas de la Lituanie, l'Allemagne, la France, le Danemark, la Slovénie et l'Italie.
Les deux filles de Vladimir Poutine, Maria Vorontsova, âgée de 36 ans, et Katerina Tikhonova, âgée de 35 ans, sont sanctionnées par les États-Unis, l'Union européenne et le Royaume-Uni,.
Le 7 avril, l'Assemblée générale des Nations unies suspend la Russie de son siège au Conseil des droits de l'homme des Nations unies,.
Le Groupe des sept applique de nouvelles sanctions économiques avec en particulier l'interdiction d'investissement dans des secteurs clés. De même de nouvelles sanctions sont décidées dans le secteur de la défense russe et contre des dirigeants russes.

## Censure et répression russe
En 2022, Ilia Iachine, opposant russe, est condamné à plus de huit ans de prison pour avoir dénoncé « le meurtre de civils » à Boutcha. En 2024, le journaliste russe Sergueï Mingazov est arrêté pour avoir publié des articles sur le massacre et Anna Bajoutova, une blogueuse, est condamnée à plus de 5 ans de prison pour avoir parlé du massacre de Boutcha sur Twitch. Toutes ces condamnations s'inscrivent dans le cadre d'une intensification par le pouvoir russe, à partir du début de l'invasion de l'Ukraine, de la répression envers les opposants et ceux qui dénoncent la guerre en Ukraine.

## Désinformation
Le massacre fait l'objet d'une campagne de désinformation sur les réseaux sociaux de la part du Kremlin et de ses alliés à base d'infox afin de « faire passer le massacre de Boutcha pour une mise en scène ». Selon Les Décodeurs, « Comptes diplomatiques, agences d’État et amateurs de théories du complot tentent de nier la responsabilité russe dans la mort de centaines de civils près de Kiev, en usant souvent de grossières supercheries ». Cette désinformation se propage en différentes versions, notamment l'accusation d'une mise en scène avec de faux cadavres, mais tous les arguments présentés comportent des interprétations fallacieuses. Par exemple, une vidéo montrant des soldats en train de tirer des cadavres avec des câbles est interprétée comme une mise en scène alors qu'il s'agit d'une opération de déminage. Autre exemple : des documents en russe montreraient l'existence de massacres postérieurs au retrait des troupes russes, alors que ces documents ont été simplement mal traduits.
Tous ces narratifs fallacieux ou trompeurs sont relayés à l'étranger par des réseaux de désinformation et de propagande, mais rapidement démentis par les témoignages et images d'habitants, par les enquêtes journalistiques et en sources ouvertes, ainsi que par l'autopsie des corps,,,,,.
Les militants prorusses utilisent l’affaire des charniers de Timișoara (révolution roumaine de 1989), cas emblématique de désinformation médiatique[Information douteuse], pour tenter de dédouaner les forces armées russes du massacre de Boutcha. L'historien Christian Delporte indique : « Aujourd’hui, une image n’est plus considérée comme une preuve, et beaucoup se disent que, si Timișoara était faux, pourquoi Boutcha ne le serait pas ». Cependant, l'évolution technologique depuis 30 ans permet aux techniques de vérification des images d'être plus efficientes. Ainsi avec l’accès à des images satellitaires, le New York Times prouve la présence des cadavres avant le retrait des forces russes, ce qui infirme l’argumentaire de Moscou. Par ailleurs, plusieurs vidéos de la propagande russe sont rapidement discréditées. Enfin, des journalistes d'agences de presse ont vu les cadavres et les décrivent. Pour les journalistes de l'AFP « la peau des visages présente un aspect cireux, laissant penser que les cadavres [étaient] là depuis au moins plusieurs jours » et pour ceux de Reuters « la décomposition de certains corps indique qu’ils sont là depuis des jours, voire des semaines ».
Selon RFI, la désinformation russe « a été automatiquement reprise par les acteurs traditionnels de la complosphère, et relayée par des médias dits de « réinformation », des voix pro-Poutine et des sites 'd’ultra droite' ». Le Kremlin affirme « qu'il n’y avait pas de cadavres dans les rues au moment du retrait de leurs troupes, à partir du 30 mars » ce qui est démenti par des images satellite prises dès le 19 mars qui correspondent « parfaitement aux photos prises au sol par les journalistes arrivés sur place aux tout premiers jours du mois d’avril » et par des images de drone prises entre le 23 et le 30 mars. Des montages vidéos et des infox circulent sur une prétendue mise en scène « mais elles ont toutes été invalidées ». Pour RFI, « il existe un contexte propice à ce type de violences », l'agence officielle russe Ria Novosti publiant une tribune de l'idéologue Timofei Sergueïtsev, « faisant l’apologie du crime contre les Ukrainiens » demandant un « nettoyage total », visant les « masses populaires » qui seraient des « nazis passifs, des collaborateurs des nazis, également coupables ». RFI s'interroge « s’il s’agit ou non, d’une stratégie de terreur de l’armée russe ». Der Spiegel rapporte que « les services secrets allemands ont intercepté plusieurs échanges radios des troupes russes, prouvant notamment leur rôle dans le massacre de Boutcha ».

### Vidéographie
- [vidéo] Massacre de civils à Boutcha : images vérifiées et témoignages, Le Monde, 4 avril 2022.
- [vidéo] Ukraine: les victimes de la rue de la mort de Boutcha, AFP, 29 avril 2022.
- [vidéo] , New York Times, 22 décembre 2022.